# Geszt
Geszt é um município da Hungria, situado no condado de Békés. Tem 51,39 km² de área e sua população em 2015 foi estimada em 821 habitantes.